# Ingen kan hejda döden
Ingen kan hejda döden är Stieg Trenters debutbok, en kriminalroman utgiven 1943. Trenters välkända huvudperson, fotografen Harry Friberg har ännu inte trätt in på scenen (men kriminalkommissarien Artur Lind skulle återkomma i den första boken om Friberg; Farlig fåfänga).

## Handling
I bokens inledning dör Eva Lundhs hembiträde Berta av skrämsel på den branta Hökstigen en mörk försommarkväll i sommarstugeområdet Ekviken. Eva har under sommaren en rad upplevelser av att någon iakttar henne. I mitten av juli utsätts Edde Brinkström för ett strypningsförsök med lasso. Det är tradition i området att hålla en tävling i lassokastning vid den årliga sommarfesten, tredje lördagen i augusti. Lassotävlingen avbryts av fyndet av en död man i vattnet. Den döde har inte drunknat utan blivit strypt med lasso. Sommarens alla händelser visar sig ha samband med detta mord. En del av lösningen finns i Danmark.

## Persongalleri
- Artur Lind, kriminalkommissarie
- Eva Lundh, 21, sångstuderande med nära förestående romansdebut, sommarstugeägare i Ekviken
- Edwin Schellin, direktör, Evas morbror, omkommen i en motorbåtsförlisning i Kattegatt 1940
- Elisabeth Schellin, Evas moster
- Lill-Edwin Schellin, Evas kusin, i danskt fängelse
- fröken Berta, Evas gamla hembiträde
- Kerstin Sundvall, 28, Bertas efterträdare som hembiträde hos Eva
- Evert Ljungdahl, kringresande väg- och vatteningenjör, sommarstugegranne med Eva
- Anna Ljungdahl, otrogen hustru, väninna till Eva
- Edde Brinkström, sommarstugegranne, ägare av oljefirma, reservförare vid F2, Evas gamla sommarförälskelse
- Lars Ellman, delägare i Eddes oljefirma, delar även sommarstuga med Edde
- Andersson, försäljare, sommarstugegranne
- Anders Ellvius, nervläkare, sommarstugegranne
- Elise Ellvius, spiritistiskt intresserad läkarfru
- Leslie Elmer, godsägare på Ekberga säteri, fänrik i Sjövärnskåren
- Anton Lindberg, gift, medelålders filmdirektör, sommarstugegranne, flickjägare
- Åke Sunnborg, underexpedit, f.d. pojkvän till Eva
- Lolo Westberg, Eddes nya sommarflört, golddigger med myskparfym, har tidigare gått i sällskap med Leslie Elmer

## Miljö
Ekviken, ett sommarstugeområde på Värmdö med branta stup, lugna vikar och slingrande stigar. De flesta boende far dit ut med buss som avgår från busstationen vid Folkungagatan. Det förekommer att besökare tar droskbil hela vägen ut. Herrviksnäs, Gamla Herrviksnäs och Värmdövik på Värmdö är verklighetens Ekviken. 
I charkuteributiken Kött & Fläsk i närheten av busstationen brukar romanens unga kvinnor ofta låna telefonen. Om den man försöker ringa till inte är hemma och svarar, och man själv har bråttom till bussen, kan man be expediten ringa upp och framföra ett meddelande.